# Synagoga v Budyni nad Ohří
Synagoga v Budyni nad Ohří (německy Synagoge in Budin an der Eger; hebrejsky בית הכנסת בודין) se nachází zhruba 300 metrů severně od centra města Budyně nad Ohří v Ostrovní ulici, v samotném středu bývalé budyňské židovské čtvrti. Po rekonstrukci (2019–2024) by měla plnit kulturní a bohoslužebné účely.

## Popis
Postavena byla v první polovině 18. století původně jako dřevěná synagoga. V letech 1815 až 1825 došlo k její přestavbě ve zděnou stavbu v pozdně klasicistním slohu, průčelí budovy bylo vyvedeno v pozdně rokokovém slohu. Synagoga byla činná až do druhé světové války, poté byla využívána jako skladiště a obytný dům. V roce 2009 byla prohlášena kulturní památkou.

### Rekonstrukce

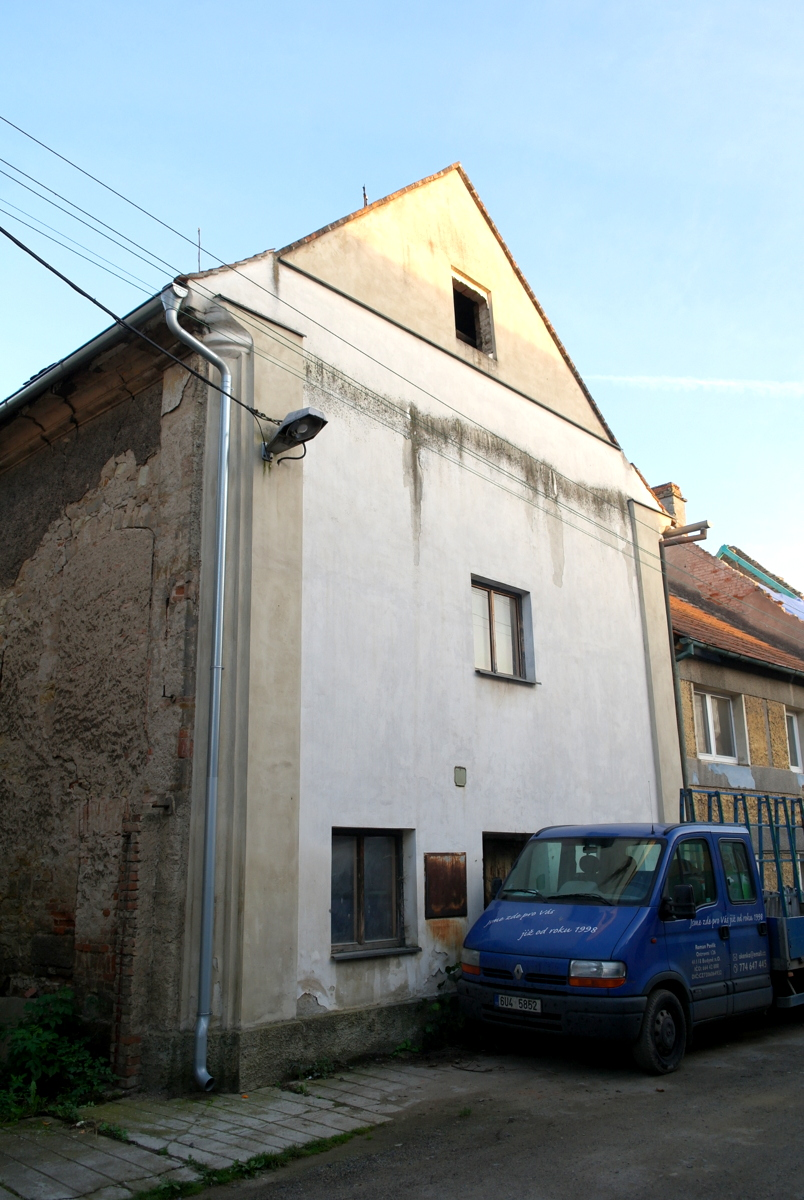
Stav před rekonstrukcí

V letech 2019 až 2024 synagoga prošla kompletní revitalizací. Do rekonstrukce budova neodpovídala historickému vzhledu synagog a štít tehdy bývalé modlitebny působil dojmem obytného domu. Interiér byl uzpůsoben potřebám skladiště, které vzniklo během padesátých let dvacátého století. Na revitalizaci synagogy a vybudování zázemí včetně úpravy vnějších ploch bylo vyčleněno 24 milionů korun. Většinu nákladů pokryla dotace 22 milionů korun prostřednictvím Norských fondů, přispělo také Ministerstvo kultury České republiky, město Budyně nad Ohří uhradilo zbývající procenta celkové částky. 

### Synagoga v současnosti
Synagoga doplněná o stálou expozici o životě Židů v Budyni nad Ohří před druhou světovou válkou byla veřejnosti zpřístupněna během roku 2024. Synagoze budou navráceny kulturní a bohoslužebné účely. 